# 伊勢湾海運
伊勢湾海運株式会社（いせわんかいうん、英: ISEWAN TERMINAL SERVICE CO., LTD.）は、名古屋港を中心に国内外で港湾運送業、倉庫業、通関業などを行う企業。本社は愛知県名古屋市港区入船一丁目。名古屋証券取引所メイン市場単独上場銘柄である。

## 沿革
- 1949年1月22日 - 旧名古屋港運株式会社の社員を主体として会社設立[1]。
- 1962年9月 - 名古屋証券取引所市場第二部に株式を上場[1]。
- 1998年9月 - ISO 9002認証取得（コンテナオペレーション部門）。
- 2003年
  - 4月 - ISO 14001認証取得（空見事業所/空見リサイクルセンター）。
  - 10月 - ISO 9001認証登録（移行）の承認（コンテナオペレーション部門）。
- 2023年9月 - 名京倉庫株式会社の全株式を取得し、子会社化[1]。

## 事業

### 港湾運送事業
- 名古屋港
  - 一般港湾運送事業 名古屋港1種
  - 港湾荷役事業 名古屋港湾荷役
  - はしけ運送事業 名古屋港3種
  - 港湾運送関連事業 - 届出：
- 三河港
  - 一般港湾運送事業 三河港1種限定（場所、品物、船社）
  - 港湾荷役事業 三河港港湾荷役限定（場所）
- 京浜港
  - 一般港湾運送事業 京浜港1種条件（場所、海貨、沿岸荷役）
- 大阪港
  - 一般港湾運送事業 大阪港1種限定（場所、海貨、沿岸荷役）

### 倉庫業
- 倉庫業

### 海上運送業
- 海運仲立業
- 海運代理店業
- 船舶運航事業（不定期航路事業）
- 船舶貸渡業

### 貨物利用運送事業
- 第一種利用運送事業（自動車）
- 第二種利用運送事業（外航、内航）
- 第二種利用運送事業（航空貨物運送）

### 航空業
- 航空運送代理店業

### 通関業
- 通関業（名古屋）
- 通関業（大阪）
- 通関業（東京）

## 国内拠点

### 本社
- 本社：愛知県名古屋市港区入船一丁目7番40号

### 支店および営業所
- 東京支店 （東京都江東区青海）、大阪支店 （大阪市中央区本町）、富山支店 （富山県射水市鷲塚）、豊橋支店 （愛知県豊橋市明海町）、信越支店 （長野県諏訪市大字豊田）
- 東海事業所 （愛知県東海市東海町）
- セントレア支店（愛知県常滑市セントレア）
- 名古屋港オペレーションセンター （愛知県名古屋市港区金城ふ頭）

### 倉庫施設
- 第一稲永現業所、十一号地現業所、金城埠頭現業所、東名港事業所、東名港鋼材センター （名古屋市港区）
- 国際流通センター現業所、西名港現業所・多機能倉庫現業所、西四区現業所、西部事業所 （愛知県飛島村）
- 弥富物流センター （愛知県弥富市）
- ワールド流通センター （東京都江東区青海）
- 大阪港流通センター （大阪府大阪市住之江区南港中）

### 梱包施設
- 西四区梱包所（愛知県飛島村）
- 弥富梱包所 （愛知県弥富市）

### コンテナターミナル
- NCBコンテナターミナル （愛知県飛島村東浜）
- 鍋田埠頭コンテナターミナル （愛知県弥富市富浜）
- 青海ターミナル （東京都江東区青海）

### モータープール
- 金城モータープール （名古屋市港区金城ふ頭）

### リサイクルセンター
- 空見事業所/空見リサイクルセンター （愛知県名古屋市港区空見町） - 2003年4月、ISO 14001認証取得。

## 海外拠点

### 海外事務所
- 北京事務所 （中国 北京市） - 1986年2月開設。
- 大連事務所 （中国 大連市） - 2013年1月開設。
- 台北事務所（台湾 台北市） - 2013年5月開設。

### 現地法人
- ISEWAN U.S.A. INC.（米国） - 1987年9月設立。
  - シャーロット本社（ノースカロライナ州）
  - シカゴ事務所（イリノイ州）、アトランタ事務所（ジョージア州）、ロサンゼルス事務所（カリフォルニア州）
- ISEWAN EUROPE GmbH
  - ドイツ本社（ドイツ デュッセルドルフ） - 1989年10月デュッセルドルフに設立、2000年2月デュースブルクへ移転、2019年4月 現在の場所に移転
  - ベルギー支店（ベルギー アントウェルペン） - 2008年4月開設。
  - サンクトペテルブルク支店（ロシア サンクトペテルブルク）-2012年6月駐在員事務所開設、2015年6月支店化
- ISEWAN（H.K.）LIMITED（香港） - 1989年8月設立。
  - 深圳事務所（深圳市）、深圳テクノセンター事務所
- PT. ISEWAN INDONESIA（インドネシア 西ジャワ州）

### 合弁会社
- 大連伊鐵国際運輸有限公司（中国 大連市） - 1993年9月、大連鉄越集団有限公司とともに設立。
- 営口港鉄国際運輸有限公司（中国 営口市） - 1995年4月、大連鉄越集団、営口港務集団とともに設立。
- 天津北方伊勢湾国際運輸有限公司（中国 天津市） - 1998年10月、中国北方工業天津公司、五洋海運株式会社とともに設立。
- 上海外紅伊勢達国際物流有限公司（中国 上海市）- 2002年4月業務開始。
- 伊勢湾北方環保科技（天津）有限公司（中国 天津市） - 2003年7月設立。
- 伊勢湾（広州）国際貨運代理有限公司（中国 広州市） - 2006年6月、丸紅株式会社とともに設立。
- ISEWAN(THAILAND)CO.,LTD.（タイ バンコク） - 2007年10月設立。

## グループ会社
- 五洋海運株式会社
- 株式会社コクサイ物流
- 名京倉庫株式会社